# Swine (canción de Lady Gaga)
«Swine» —literalmente en español: «Cerdo»— es una canción interpretada por la cantante y compositora estadounidense Lady Gaga e incluida en su tercer álbum de estudio, Artpop de 2013. Gaga y Paul Blair la compusieron y produjeron con la ayuda de Dino Zisis y Nick Monson.

## Antecedentes y grabación
El desarrollo del tercer álbum de estudio de Lady Gaga, ARTPOP, comenzó poco después del lanzamiento del segundo, Born This Way (2011), y para el año siguiente, los conceptos para el disco comenzaron a florecer mientras Gaga colaboraba con los productores Fernando Garibay y DJ White Shadow. Las primeras sesiones de grabación para ARTPOP coincidieron con el desarrollo del Born This Way Ball. Sin embargo, Gaga tuvo que cancelar la gira para someterse a una cirugía de cadera en febrero de 2013 y entrar en rehabilitación, lo cual se convirtió en una de las inspiraciones detrás del disco. La cantante y White Shadow compusieron y produjeron «Swine» con la ayuda de Dino Zisis y Nick Monson, mientras que Dave Russell grabó la canción en los estudios Record Plant en Hollywood, California. «Swine» es una canción dance-dubstep con elementos de la música industrial, en donde llama a un violador un depravado. Tras un año de publicación del álbum, Gaga explicó que fue víctima de violación a sus 19 años, y escribió «Swine», «como una vía de escape para expresar toda la rabia y desesperación que sentí». Profundizó el tema, alegando:

«Tenía 19 años, estuve con un productor musical y entonces todas esas cosas locas ocurrieron. Era muy inocente, una joven muy ingenua educada en una escuela católica. Me tomó mucho tiempo sentirme fuerte acerca de esto. No me afectó tanto en el momento como lo hizo cuatro o cinco años después [...] Tenía 20 años más que yo, ¿cómo eso va ser una cita?. Me traumatizó muy duramente pero sentía que tenía que continuar. No quería admitir lo que había sucedido. No se lo dije a nadie, ni siquiera a mí por mucho tiempo. Una vez lo ví en una tienda y el miedo me paralizó. No fue hasta cuando fui un poco más mayor cuando me di cuenta de que realmente me estaba haciendo daño [...] Al final tienes que ir a la fuente porque, en cualquier caso, eso no va a desaparecer [...] Pasé por situaciones horrorosas de las que puedo reírme ahora, porque he recibido muchísima terapia psicológica y emocional a lo largo de los años [...] Mi música ha sido maravillosa para mí. La canción es sobre la violación, la desmoralización. Es sobre ira y furia y pasión. Tenía mucho dolor que quería sacar».

### Publicación
Tras faltar tres días para el comienzo del iTunes Festival, Gaga publicó un vídeo donde se le ve ensayando «Swine» para el recital. Nick Catucci de Entertainment Weekly nombró al adelanto una verdadera sorpresa con letras de Nine Inch Nails. Michelle Geslani del sitio web Consequence of Sound catalogó al snippet como una «balada de piano melancólica que finalmente estalla en una pista furiosa pop rock que se respalda de la desgarrante guitarra y sintetizadores». Por su parte, Gil Kaufman de MTV News calificó al sonido como rock pesado. Finalmente el 11 de noviembre de 2013, «Swine» fue publicada junto con las demás pistas del álbum.

## Recepción

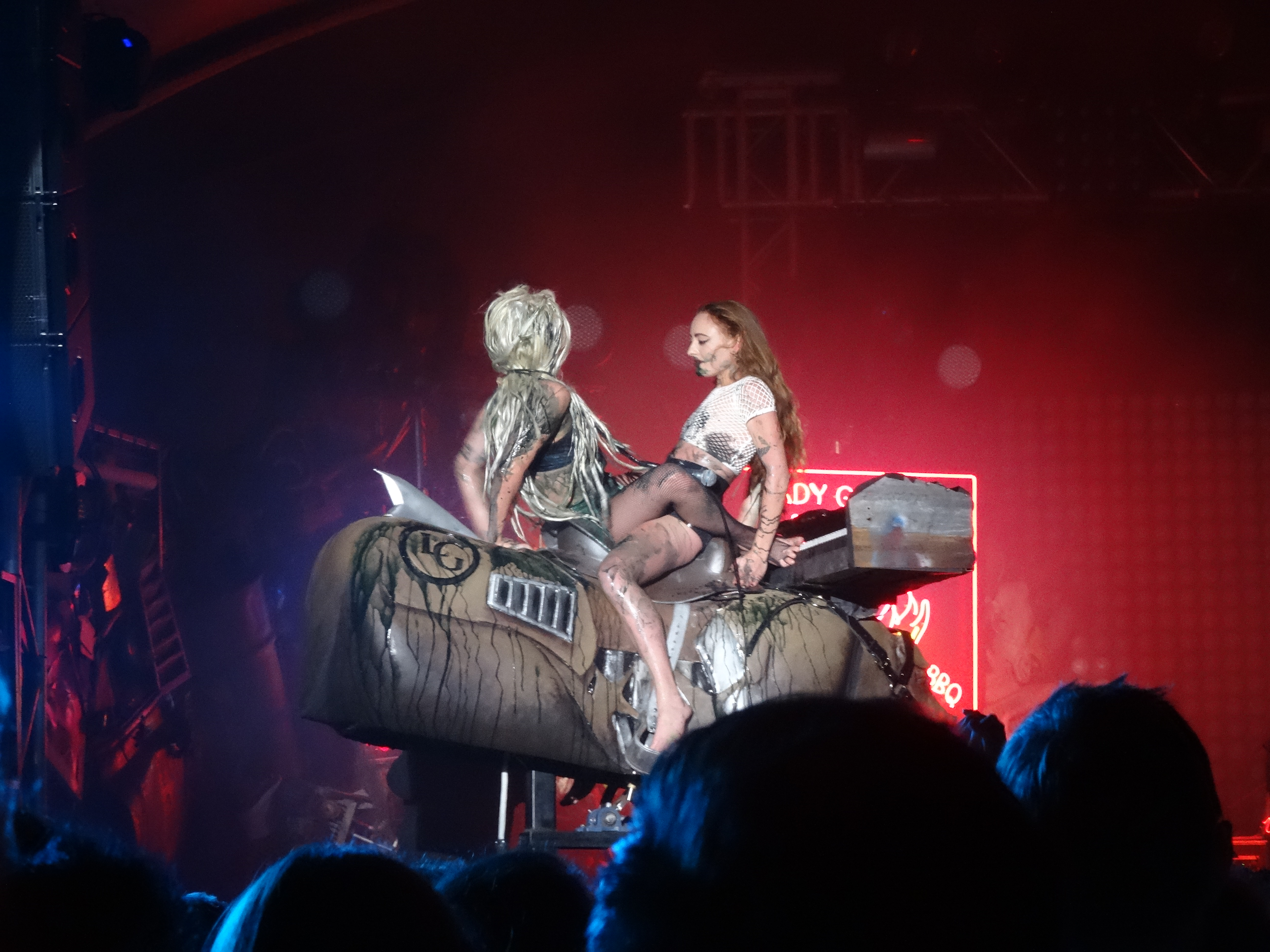
Gaga cantando «Swine» durante el SXSW festival, 2014.

### Comentarios de la crítica
En general, «Swine» contó con reseñas muy diversas por parte de los críticos musicales. Robert Copsey de Digital Spy señaló que canciones «difíciles de soportar» como «Swine» y «Jewels N' Drugs» hacen que el disco decaiga. Kitty Empire de The Observer llamó a la canción «fuera de lugar», que a pesar de no tener nada que ver con el resto del álbum, es de los mejores temas. Jamed Reed del periódico The Boston Globe destacó a la pista como una de las mejores del disco y del año, junto con «G.U.Y.», «Sexxx Dreams», «Do What U Want», y «ARTPOP». Por su parte, Bill Lamb de About.com también elogió a las que consideró las mejores pistas de la entrega: «Swine», «Do What U Want», «Dope» y «Gypsy».

### Rendimiento comercial
Tras ser publicado ARTPOP, «Swine» se posicionó en el ochenta y ocho de la lista de popularidad surcoreana Gaon Chart, por vender 2 430 copias digitales. Por su parte, en Estados Unidos alcanzó su punto máximo en la casilla veintitrés de la lista Dance/Electronic Songs, y se mantuvo ahí dos semanas.

## Presentaciones en directo

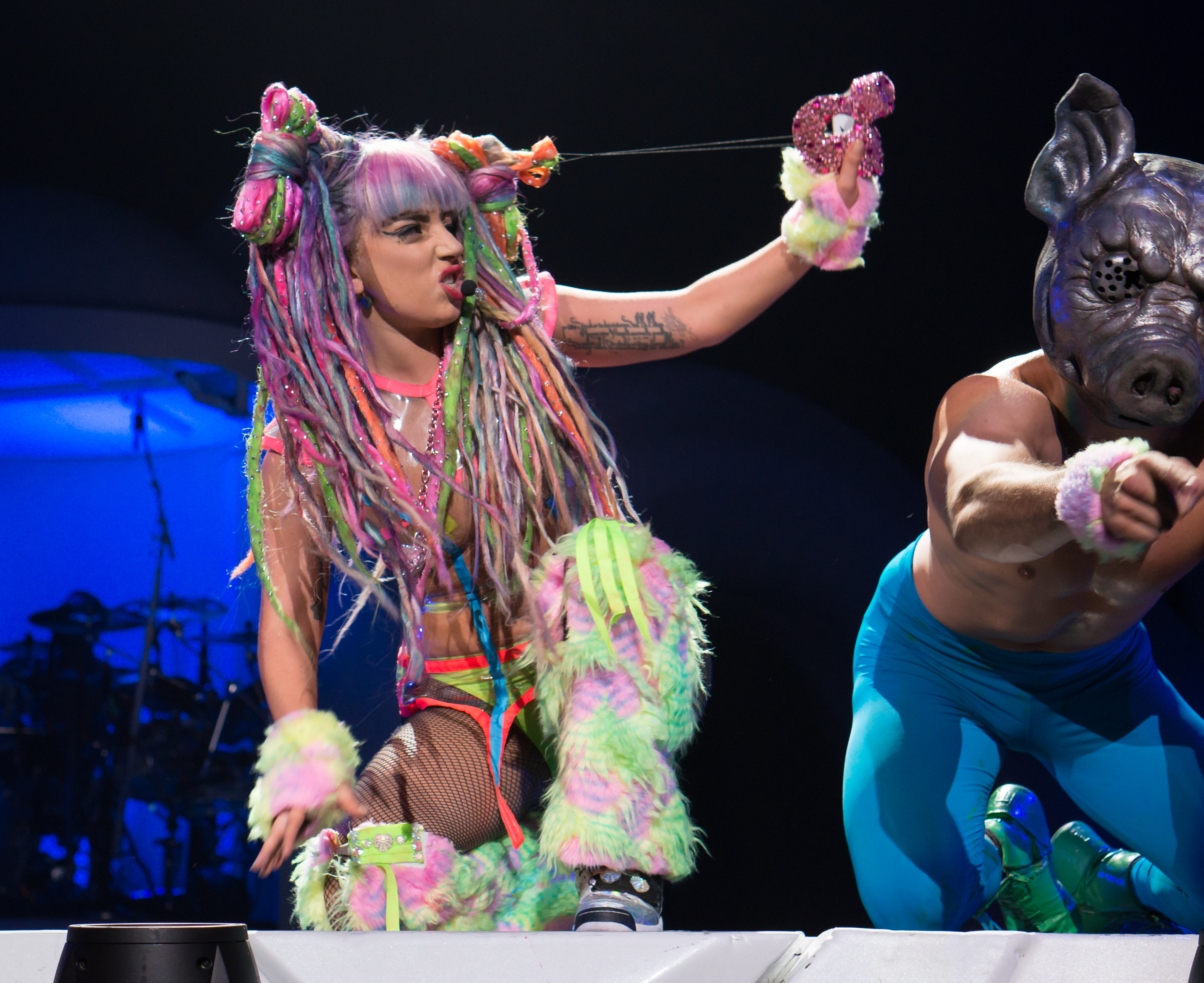
Lady Gaga interpretando "Swine" durante el tour Artrave: The Artpop Ball tour en 2014.

Gaga recibió el mes de septiembre abriendo el iTunes Festival, allí interpretó temas de ARTPOP como «Aura», «MANiCURE», «ARTPOP», entre otros. Para la presentación de «Swine», Gaga portó una máscara de cerdo y aparecieron una serie de cerdos voladores en el escenario. Robert Copsey de Digital Spy le otorgó a la específica presentación de «Swine» tres puntos y medio de cinco y mencionó que por debajo de la locura, «la canción parecía ser bastante buena y sólo se puede escribir si estás en una rave».
| «¡Es arte! Mi amiga Millie [...] Es su forma de arte. No come y vomita. Traga galones de pintura ¿sí?, y entonces regurgita un lienzo de color y arcoíris. Es raro de ver. Quería a esa chica vómitandome frente al mundo, así podría decirles "nunca podrán degradarme tanto como yo puedo degradarme, y miren que hermoso es cuando lo hago"». —Lady Gaga hablando sobre la presentación en el SXSW Festival. |

El 13 de marzo Gaga asistió al SXSW Festival en Austin, Texas. Durante el espectáculo interpretó «Gypsy», «MANiCURE», «Applause», y otras canciones del disco. Para la presentación de «Swine», Gaga invitó al escenario a la artista plástica Millie Brown, quien bebió anilina a lo largo de la presentación. En un determinado momento, Brown vomitó la anilina sobre la intérprete, para posteriormente subir a un toro mecánico y finalizar la canción. Durante todo el concierto, solo utilizó un bikini de color negro y una peluca rubia rasta. Chris DeVille de Stereogum nombró a la canción una pista «anti-violación», y del mismo modo a la presentación una «manifestación» contra la misma. La presentación generó cierta polémica y llamó la atención de la cantante Demi Lovato, quien acusó a Gaga de fomentar la bulimia, añadiendo además que describir algo como «artístico» no le daba la libertad de hacer cualquier cosa. Al respecto, Millie Brown respondió diciendo que «hay una clara diferencia, estoy usando mi cuerpo para crear algo bello, expresarme y sentirme poderososa, en vez de usarlo para castigarme y ajustarme a las normas de la sociedad». Gaga también respondió a los comentarios explicando «¿acaso queremos crear controversia? Supongo que no importa. De cualquier manera, nosotros no hacemos las cosas por alguna intención en particular, que no sea con el espíritu de entretener a la gente».
De igual manera, la pista se agregó al repertorio de la cuarta gira musical de la cantante: el artRAVE: The ARTPOP Ball. Durante la presentación, Gaga vestía un atuendo verde y una peluca multicolor. Además sus bailarines utilizaban máscaras de cerdos. Sobre el concierto en Pittsburgh el 8 de mayo, Scott Mervis del diario Pittsburgh Post-Gazette escribió que «"Applause", "Swine" y el piano impulsado de "Gypsy", ayudó al artRAVE a [dar] un final deslumbrante, dulce y sincero». Andrea Domanick de Las Vegas Weekly refiriéndose al concierto del 19 de julio en el MGM Grand Garden Arena mencionó que interpretaciones como las de «Aura» y «Swine»: «Adquirieron una nueva vida detrás de un pequeño sintetizador en vivo y la crudeza de la voz de Gaga, cuando ella optó por remover la pista de respaldo que sustituia a las coristas».

## Posicionamiento en listas

### Semanales
| Corea del Sur  | Gaon Chart             | 88 |
| Estados Unidos | Dance/Electronic Songs | 23 |

## Créditos y personal
- Lady Gaga: Vocales, composición, producción y arreglo vocal
- DJ White Shadow: Composición y producción
- Dino Zisis: Composición, producción y mezcla adicional
- Nick Monson: Composición y producción
- Dave Russell: Grabación
- Daniel Zaidenstadt: Grabación adicional
- Benjamin Rice: Asistente de grabación
- Tony Masterati: Mezcla
- Jon Castelli: Ingeniería de mezcla
- Justin Hergett: Asistente de mezcla
- Rick Pearl: Programación adicional
- Nicole Ganther: Corista
- Natalie Ganther: Corista
- Lyon Gray: Corista
- Ivy Skoff: Administración del contrato sindical
- Gene Grimaldi: Máster de grabación

Fuente: Créditos de ARTPOP.